# Swedbank
Swedbank AB (antiguamente llamado FöreningsSparbanken) es un grupo bancario líder en los países Nórdicos y Bálticos con 7,25 millones de clientes minoristas y 544.000 clientes corporativos en Suecia, Estonia, Letonia, y Lituania. En Suecia, el grupo tiene 160 sucursales. En los países Bálticos, tiene otras 92 sucursales. Además el grupo está presente en Copenhague, Helsinki, Oslo, Nueva York, Shanghái y Johannesburgo.
El 8 de septiembre de 2006, FöreningsSparbanken AB cambió su nombre a Swedbank AB. El cambio de nombre se realizó en la tarde, después que la Oficina de Registro de las Empresas Suecas registrase en los estatutos de la asociación. En la misma fecha la subsidiaria AB Spintab cambió su nombre a Swedbank Hypotek AB (Swedbank Hipotecario AB en español). Al mismo tiempo, FöreningsSparbanken Jordbrukskredit AB cambió su nombre a Swedbank Jordbrukskredit AB. Otras subsidiarias cambiarán su nombre en adelante.

## Historia
La primera caja de ahorros sueca Göteborgs Sparbank fue fundada en Gotemburgo en 1820. En 1992, una serie de cajas de ahorro locales se fusionaron para crear Sparbanken Sverige ("Caja de Ahorros de Suecia"), que era conocida simplemente como Sparbanken ("La Caja de Ahorros"). En 1995, este banco empezó a cotizar en la bolsa. En 1997, el banco se fusionó con Föreningsbanken y los nombres se combinaron para formar FöreningsSparbanken. Durante la crisis financiera de finales de los años 2000, Swedbank aceptó ayudas del gobierno debido a las pérdidas surgidas de préstamos a las economías de los países Bálticos vecinos.

## Organización

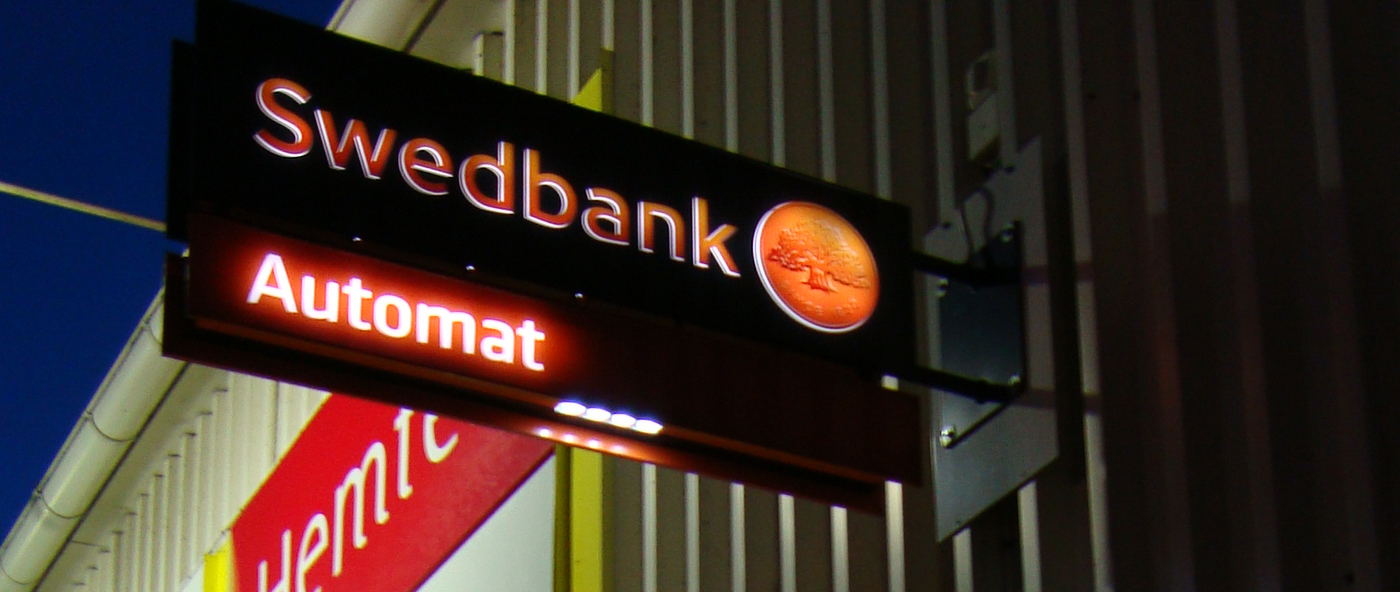
Logotipo de Swedbank en un cajero automático en Karlskrona.

Swedbank tiene una cercana cooperación con cerca de 80 cajas de ahorros todavía independientes que eligieron no unirse a la fusión de 1992. Estos bancos usan el logotipo de FöreningsSparbanken (FSB) y los clientes tienen el mismo acceso a estos bancos y sucursales pertenecientes a la red FSB. Dos cajas de ahorro relativamente grandes e independientes, incluida una en Escania, han elegido no cooperar con Swedbank y continúan usando el logotipo de Sparbanken anterior a la fusión con Föreningsbanken.
Junto con las cajas de ahorro independientes, Swedbank tiene alrededor de 640 sucursales a lo largo de toda Suecia y en el extranjero. Jens Henriksson es el director ejecutivo y Göran Persson es el presidente.

## Posición de mercado
Swedbank es uno de los principales bancos en Suecia, junto con Nordea, Handelsbanken, y SEB. En 2001, el acuerdo de fusión entre Swedbank (entonces FSB) y SEB fracasó debido a que la Comisión Europea pensó que la compañía resultante habría tenido una posición demasiado dominante en el mercado bancario sueco. En la actualidad, Swedbank tiene 4 millones de clientes privados en Suecia 3,25 millones en Estonia, Letonia y Lituania.

## Accionistas
Swedbank cotiza en la bolsa de Estocolmo. El banco no tiene accionistas mayoritarios claros, pero su principal propietario es Folksam (7,8%). El segundo mayor accionista es una serie de cajas de ahorro locales, que controla el 7,6% de las acciones. Varias instituciones financieras importantes controlan pequeños paquetes de acciones pero ninguna de ellas supera el 5%. El 24% del banco es propiedad de compañías e individuos extranjeros.